# Insurgencia en Vietnam
La insurgencia en Vietnam fue librada por el Frente Unido para la Liberación de las Razas Oprimidas  (FULRO) contra los gobiernos de Vietnam del Sur y Vietnam del Norte y posteriormente contra la República Socialista de Vietnam. Los insurgentes FULRO representaban los intereses de las minorías musulmanas e hindúes Cham, cristianos degareses y budistas jemeres de la Baja Camboya contra la etnia gin vietnamita. Fueron apoyados y equipados por la República Popular China y el Primer Reino de Camboya de acuerdo con los intereses de esos países en la tercera guerra de Indochina.

## Contexto
Los musulmanes e hindúes Cham eran los remanentes del Reino de Champa, que había sido conquistado por Vietnam en una serie de guerras. El último remanente del reino Cham fue conquistado en 1832 por el expansionista emperador vietnamita Minh Mạng. El Cham bajo el predicador musulmán Katip Suma declaró la yihad contra los vietnamitas, pero el levantamiento finalmente fue aplastado. Los colonos de etnia vietnamita se asentaron en la tierra de Cham, donde hoy superan en número a los nativos de Cham.
El área del delta del río Mekong y Saigón perteneció anteriormente al Imperio jemer de Camboya hasta su anexión por los señores vietnamitas Nguyễn que posteriormente se establecieron en la zona, donde superaron en número a los jemeres de Baja Camboya, los nativos del sitio.
Los vietnamitas ignoraron en su mayoría a los degareses de las tierras altas centrales hasta que los colonialistas franceses comenzaron a realizar cultivos comerciales en el altiplano central. El gobierno de Vietnam del Sur de Ngô Đình Diệm comenzó un programa de reasentamiento para asentar a más de un millón de refugiados católicos de Vietnam del Norte étnicos en tierras montagnard en las tierras altas centrales, y los montagnards se opusieron a esto.

## Relaciones históricas

### Fundación
Se implementó un programa de colonización de vietnamitas étnicos por parte del gobierno de Vietnam del Sur y posteriormente del gobierno del Vietnam reunificado. La colonización survietnamita y vietnamita del altiplano central se ha comparado con la época histórica de Nam de los gobernantes vietnamitas anteriores. Durante el Nam tiến (Marcha hacia el sur), los vietnamitas tomaron y colonizaron militarmente (đồn điền) el territorio jemer y cham, lo que se repitió con la colonización patrocinada por el estado de refugiados católicos vietnamitas del norte en tierras  de los degareses por el líder survietnamita Diem y el introducción al altiplano central de las "nuevas zonas económicas" por parte del ahora gobierno comunista vietnamita.
Los chinos, los degareses, los cham y los jemeres de Baja Camboya fueron alienados por el gobierno de Vietnam del Sur bajo Diem. Las tierras altas degareses fueron colonizadas por personas de etnia vietnamita lideradas por Diem. En 1963, las tribus de los degareses que no pertenecían al NLF sintieron un rechazo total al gobierno vietnamita.
Y'Bham llevó a FULRO a un primer plano en 1965, mientras que la propaganda anti-survietnamita se dirigía hacia las tropas de la CIDG mediante folletos de FULRO que atacaban al régimen de Saigón y aplaudían al Reino de Camboya por su apoyo desde que el príncipe Norodom Sihanouk lanzó la conferencia del pueblo de Indochina en marzo de 1963 con Y'Bham, para arrojar luz sobre la situación de los degareses.
El líder degarés Y Bham, el líder cham Les Kosem y el líder camboyano Sihanouk fueron fotografiados juntos en la reunión donde declararon su guerra contra los survietnamitas y Estados Unidos en nombre de los pueblos jemer, cham y degarés.

### Levantamiento
En 1958, las Tierras Altas Centrales fueron escenario de una revuelta de las tribus nativas contra la asimilación y colonización de la tierra por parte de los vietnamitas implementada por el gobierno de Vietnam del Sur. Ni el Frente de Liberación Nacional (Viet Cong) ni los vietnamitas del Sur estaban del lado de FULRO, que el Príncipe camboyano Norodom Sihanouk apoyó después de su fundación en 1964 a partir de una unión de múltiples tribus montañesas. La guerra provocó la muerte de un gran número de nativos tribales debido a los combates que se desarrollaron en las tierras altas.
Los nuevos cambios en la economía y la vida en las tierras altas centrales provocaron que las tribus iniciaran FULRO para resistir a los vietnamitas del sur con la ayuda de Sihanouk.
Y'Bham Enuol estableció FULRO cuyo único vínculo e ideología común era el sentimiento anti-vietnamita, con una lealtad cuestionable a cualquier otra cosa, creado en 1964, con sede en las provincias de Ratanakiri y Mondolkiri en Camboya y en las tierras altas centrales de Vietnam de los montañistas locales.
El Viet Cong y Camboya se acercaron a FULRO después de su fundación.
El príncipe camboyano Sihanouk respaldó la creación de FULRO, que se formó a partir de una alianza unida de los diferentes pueblos tribales de las colinas de Vietnam del Sur.
La opresión survietnamita de los montañeses provocó la creación de FULRO y este operó desde Camboya con el apoyo de Sihanouk para resistir la opresión, dos capitales provinciales fueron tomadas por FULRO en diciembre de 1965 y FULRO obligó a Vietnam del Sur a otorgar concesiones.